# Ellen Wessinghage
Ellen Wessinghage (dekliški priimek Tittel, poročena Wellmann), nemška atletinja, * 21. januar 1953, Mühlbach, † 7. oktober 2023, Mainz.
Nastopila je na poletnih olimpijskih igrah v letih 1972 in 1976, ko je osvojila sedmo mesto v teku na 1500 m. Na evropskih  prvenstvih je v isti disciplini osvojila bronasto medaljo leta 1971, na evropskih dvoranskih prvenstvih pa naslov prvakinje leta 1973 in bronasto medaljo leta 1975. 20. avgusta 1971 je postavila svetovni rekord v teku na miljo s časom 4:35,3 s, ki je veljal dve leti.